# Райнштеттен
Райнштеттен (нем. Rheinstetten) — город в Германии, районный центр, расположен в земле Баден-Вюртемберг.
Подчинён административному округу Карлсруэ. Входит в состав района Карлсруэ. Население составляет 20 552 человека (на 31 декабря 2010 года). Занимает площадь 32,31 км². Официальный код — 08 2 15 108.
Город подразделяется на 3 городских района.

## Города-побратимы
- Наваррен (Франция, 2003)